# Elecciones legislativas de El Salvador de 2009
Las elecciones legislativas de la República de El Salvador de 2009 se realizaron el domingo 18 de enero de ese mismo año. En los comicios se definieron las diputaciones para la Asamblea Legislativa local y el Parlamento Centroamericano. La elección se celebró simultáneamente con las elecciones municipales, al parlamento centroamericano y coincide el mismo año que se realizaron las elecciones presidenciales. 
Los partidos políticos contendientes para la elección de Diputados a la Asamblea Legislativa y Parlamento Centroamericano fueron la gobernante Alianza Republicana Nacionalista (ARENA), Frente Farabundo Martí para la Liberación Nacional (FMLN), Partido de Conciliación Nacional (PCN), Partido Demócrata Cristiano (PDC), Cambio Democrático (CD) y Frente Democrático Revolucionario (FDR).

## Resultados a nivel nacional
El TSE dio los siguientes resultados para el período 2009 - 2012
|  | 39.29 % |

|  | 39.20 % |

|  | 11.42 % |

|  | 6.93 % |

|  | 3.05 % |

|  | 0.10 % |

## Reacciones
La Organización de los Estados Americanos (OEA), que tuvo representación de observadores en las elecciones, avaló los comicios al señalar que se desarrollaron en normalidad. A pesar de las denuncias de extranjeros no domiciliados que intentaron emitir sufragio, situación que obligó a suspender el evento en la localidad de San Isidro en el departamento de Cabañas. El FMLN, especialmente, hizo la denuncia de movilización masiva de no residentes en la capital para influir en los resultados y la utilización  de más de un documento de identidad, instrumentos necesarios para emitir el sufragio.
Hacia el día 21, el TSE calculó la participación de la ciudadanía entre los 2.3 y 2.4 millones. Esto es, entre un 54.4% y 57% del electorado, superior al 54.2% de los últimos comicios.

## Resultados por departamento

### San Salvador
|  | 49.42 % |

|  | 40.16 % |

|  | 3.08 % |

|  | 2.83 % |

|  | 2.66 % |

|  | 1.85 % |

|  | 55.35 % |

### La Libertad
|  | 42.24 % |

|  | 41.45 % |

|  | 7.90 % |

|  | 5.59 % |

|  | 2.00 % |

|  | 0.82 % |

|  | 54.28 % |

### Santa Ana
|  | 38.96 % |

|  | 37.93 % |

|  | 11.17 % |

|  | 9.99 % |

|  | 0.69 % |

|  | 1.26 % |

|  | 47.79 % |

### San Miguel
|  | 45.20 % |

|  | 26.29 % |

|  | 22.62 % |

|  | 4.78 % |

|  | 0.29 % |

|  | 0.82 % |

|  | 47.15 % |

### Sonsonate
|  | 40.56 % |

|  | 36.06 % |

|  | 12.24 % |

|  | 5.80 % |

|  | 5.34 % |

|  | 52.62 % |

### Usulután
|  | 46.60 % |

|  | 36.77 % |

|  | 10.56 % |

|  | 3.49 % |

|  | 1.12 % |

|  | 1.46 % |

|  | 53.27 % |

### Ahuachapán
|  | 41.44 % |

|  | 34.60 % |

|  | 11.69 % |

|  | 11.16 % |

|  | 0.59 % |

|  | 0.53 % |

|  | 56.77 % |

### La Paz
|  | 38.70 % |

|  | 32.93 % |

|  | 14.21 % |

|  | 8.20 % |

|  | 5.97 % |

|  | 58.70 % |

### La Unión
|  | 38.29 % |

|  | 28.14 % |

|  | 22.28 % |

|  | 10.46 % |

|  | 0.51 % |

|  | 0.32 % |

|  | 48.27 % |

### Cuscatlán
|  | 39.94 % |

|  | 39.81 % |

|  | 17.23 % |

|  | 2.53 % |

|  | 0.51 % |

|  | 65.40 % |

### Chalatenango
|  | 38.95 % |

|  | 38.84 % |

|  | 11.43 % |

|  | 10.08 % |

|  | 0.51 % |

|  | 0.19 % |

|  | 59.11 % |

### Morazán
|  | 39.95 % |

|  | 36.83 % |

|  | 13.11 % |

|  | 9.81 % |

|  | 0.31 % |

|  | 59.83 % |

### San Vicente
|  | 41.47 % |

|  | 35.82 % |

|  | 13.75 % |

|  | 13.11 % |

|  | 0.67 % |

|  | 58.22 % |

### Cabañas
|  | 54.14 % |

|  | 33.57 % |

|  | 10.75 % |

|  | 1.09 % |

|  | 0.23 % |

|  | 0.22 % |

|  | 51.39 % |